# Telescopio CBI

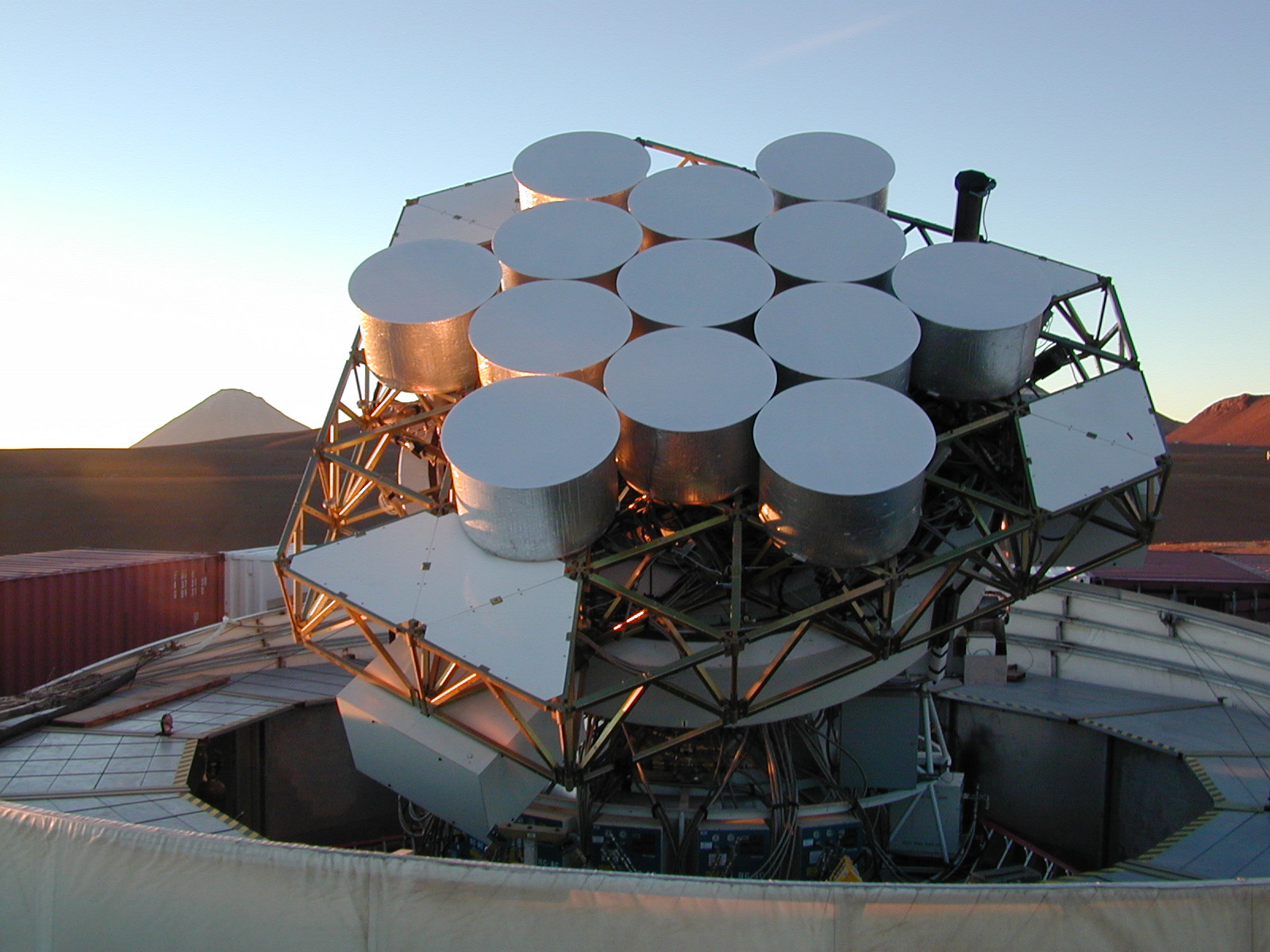
Il telescopio CBI

Il telescopio CBI (dall'inglese Cosmic Background Imager) è uno strumento composto da 13 interferometri posizionato sulle Ande ad una quota di 5080 m presso l'osservatorio di Llano de Chajnantor nel Cile. Ha iniziato le sue osservazioni nel 1999 studiando la radiazione cosmica di fondo (CMB) fino al 2008.
Il CBI effettuò misure in dieci bande di larghezza 1 GHz tra i 26 e i 36 GHz di frequenza con una risoluzione angolare inferiore al decimo di grado. Fu costruito al California Institute of Technology e dotato di sensibili amplificatori radio del National Radio Astronomy Observatory. Due esperimenti simili sono il VSA (Very Small Array) a Tenerife e il DASI (Degree Angular Scale Interferometer) in Antartide. Entrambi questi esperimenti utilizzano interferometri radio per misurare le fluttuazione della CMB a bassa risoluzione su larghe porzioni di cielo.